# Chinautla
Chinautla è un comune del Guatemala facente parte del dipartimento di Guatemala.
La città venne acquisita al controllo spagnolo dal conquistador Pedro de Alvarado nel 1526.